# NGC 6146
NGC 6146 је елиптична галаксија у сазвежђу Херкул која се налази на NGC листи објеката дубоког неба.
Деклинација објекта је + 40° 53' 33" а ректасцензија 16h 25m 10,2s. Привидна величина (магнитуда) објекта NGC 6146 износи 12,5 а фотографска магнитуда 13,5. Налази се на удаљености од 78,277 милиона парсека од Сунца. NGC 6146 је још познат и под ознакама UGC 10379, MCG 7-34-24, CGCG 224-18, PGC 58080.